# Got Jakraphan
Got Jakraphan (thaï : ก๊อท จักรพันธ์ ; RTGS : Kot Chakraphan), né Jakraphan Abkornburi (thaï : จักรพรรณ์ อาบครบุรี ; RTGS : Chakropron Apkhonburi) le 13 septembre 1968 à Nakhon Ratchasima, est un auteur-compositeur-interprète, acteur et animateur de télévision thaïlandais. 
Avant de devenir pour ses fans le « prince du luk thung », il commence une carrière dans la musique pop thaïlandaise au début des années 1990, avant de se tourner en 1995 vers le luk thung, conseillé par Rewat Buddhinan (en), fondateur de la GMM Grammy. 

## Biographie
Jakraphan Abkornburi naît le 13 septembre 1968 dans le village de Sai Yong, dans le district de Khonburi, à Nakhon Ratchasima, d'une mère cuisinière et d'un père soldat américain. Il ne connaît pas son père, retourné aux États-Unis dès son plus jeune âge, travaille dès ses 13 ans en tant que mécanicien.
À la fin des années 1980, en travaillant comme serveur dans un hôtel, il se prend de passion pour le luk thung, qu'il écoute depuis le début de son adolescence. Il passe aussi des concours de chant en utilisant notamment des chansons de Sayan Sanya ou encore de Yodrak Salakjai. Il se tourne ensuite vers du porte-à-porte, où il utilisera ses talents en chant pour vendre du matériel audio. Enfin, il part pour Pattaya où il chantera dans un club. C'est là que Katearun Lertpipak, découvreur de talents pour la GMM Grammy, le découvre et saisit cette occasion pour l'enregistrer. Cet enregistrement parvient jusqu'au mains de Rewat Buddhinan, alors producteur à la GMM Grammy, qui l'invite à entrer dans le label pour devenir un artiste. 
En 1990, il sort son premier album, un album de reprises de chansons luk thung par Suraphon Sombatcharoen, Mae Mai Pleng Thai (แม่ไม้เพลงไทย). Grâce à cela, il devient de plus en plus populaire, et enchaîne avec son premier album studio, Shot (ช็อต) en 1992, et son second Phraw Jai Mai Muean Derm (เพราะใจไม่เหมือนเดิม) en 1994. 
En 1995, encouragé par Rewat Buddhinan, il se tourne vers des albums de luk thung, en commençant par une série d'albums de reprises de chansons du même genre, intitulée Hua Kaew Hua Waen (หัวแก้วหัวแหวน). Cinq albums sortent en novembre 1995, puis deux en avril 1996, et enfin deux derniers en octobre 1996. 
Il sort ensuite son premier album studio de luk thung en 1997, première de la série Luk Thung Thailand (ลูกทุ่งไทยแลนด์), avec comme titre-clé Rak Khun Ying Kwah Krai (รักคุณยิ่งกว่าใคร). Il y écrit et compose par ailleurs un titre Kaub Koon (ขอบคุณ). 
En mai 1998, il s'essaie au luk krung, genre urbain du luk thung, avec une série d'albums de reprises intitulée Neung Nai Siam (หนึ่งในสยาม). Son second album de luk thung, Luk Thung Thailand 2 (ลูกทุ่งไทยแลนด์ 2), sort en décembre 1998, où il interprète de nouveau une piste écrite et composée par lui-même, Cha Ui... Kho Thot (ชะอุ้ย... ขอโทษ).
Une autre série d'albums de reprises de chansons luk thung par Suraphon Sombatcharoen, Mont Pleng Suraphon (มนต์เพลงสุรพล), sort en mars 2000. Dans le même temps, il est sur petit écran : en 2001, il est l'un des personnages principaux dans la série télévisée Hong Fah Kub Som Wang (หงส์ฟ้ากับสมหวัง). La même année, il sortait son troisième album studio de la série Luk Thung Thailand.
En janvier 2003, il sort son quatrième album studio, Jarern Jarern (เจริญ เจริญ), plus tourné vers le luk thung que les précédents. La même année, il est de nouveau dans une série télévisée intitulée Likay..Likay (ลิเก๊..ลิเก). En 2005, il sort de nouveau deux albums de reprises de chansons luk thung avec comme titre-clé une chanson originale, Taen Kwarm Kid Teung (แทนความคิดถึง). 
En 2007, pour son cinquième album studio, Kho Thot...Tee Kid Teung (ขอโทษ...ที่คิดถึง), il change son nom initial, Jakraphan Abkornburi (จักรพรรณ์ อาบครบุรี), pour Jakraphan Khonburiteerachote (จักรพันธ์ ครบุรีธีรโชติ). Un sixième album suit en 2009, s'intitulant Khun OK Mai (คุณ OK ไหม). Un septième et dernier album studio sort en 2011, en collaboration avec plusieurs artistes féminines, telles que Tai Orathai, Takkatan Chonlada, Yayaying, ou encore Aphaporn Nakornsawan. 
Après une pause de trois ans, il revient en 2014 avec deux albums de reprises de chansons luk thung, célébrant les 20 ans de sa série Hua Kaew Hua Waen qui lui a fait connaître au grand public, s'intitulant Taen Kwarm Phuk Phan 20 Pi Hua Kaew Hua Waen (แทนความผูกพัน 20 ปี หัวแก้วหัวแหวน). Ce sera le dernier album de Got Jakraphan avec la Grammy Gold.
En 2021, il fait signer auprès de la Grammy Gold son groupe de musique qu'il a produit depuis sa période en tant qu'animateur de télévision de l'émission Luk Thung Idol (ลูกทุ่งไอดอล), New Country (นิวคันทรี่). Des problèmes concernant ce contrôle de la production surgissent cependant à l'issue de la sortie des deux premiers singles du groupe. Le 8 décembre 2022, Got Jakraphan annonce sur Instagram arrêter toute collaboration avec la GMM Grammy pour ces raisons,.
Le 25 novembre 2022, Got Jakraphan annonce que son contrat avec la Grammy Gold n'est pas renouvelé et qu'il décide ainsi d'exercer en tant qu'artiste indépendant. 

## Discographie

### Albums studios
Got Jakraphan a enregistré neuf albums studios, dont deux qui sont des albums pop, avec la GMM Grammy et sept de luk thung, avec la Grammy Gold. 
| Année | Titre | Label       |
| ----- | --- | ----------- |
| 1992  | Shot (ช็อต) - Date de sortie : 21 mai 1992 - Titres : 10                                                                       | GMM Grammy  |
| 1994  | Phraw Jai Mai Muean Derm (เพราะใจไม่เหมือนเดิม) - Date de sortie : 17 octobre 1994 - Titres : 12                                 | GMM Grammy  |
| 1997  | Luk Thung Thailand 1 - Ruk Khun Ying Kwah Krai (ลูกทุ่งไทยแลนด์ 1 รักคุณยิ่งกว่าใคร) - Date de sortie : 21 novembre 1997 - Titres : 10 | Grammy Gold |
| 1998  | Luk Thung Thailand 2 (ลูกทุ่งไทยแลนด์ 2) - Date de sortie : 22 décembre 1998 - Titres : 10                                        | Grammy Gold |
| 2001  | Luk Thung Thailand 3 (ลูกทุ่งไทยแลนด์ 3) - Date de sortie : 18 janvier 2001 - Titres : 12                                         | Grammy Gold |
| 2003  | Jarern Jarern (เจริญ เจริญ) - Date de sortie : 21 janvier 2003 - Titres : 10                                                    | Grammy Gold |
| 2007  | Kho Thot...Tee Kid Teung (ขอโทษ...ที่คิดถึง) - Date de sortie : 26 octobre 2007 - Titres : 10                                     | Grammy Gold |
| 2009  | Khun OK Mai (คุณ OK ไหม) - Date de sortie : 25 septembre 2009 - Titres : 10                                                    | Grammy Gold |
| 2011  | Phet Tut Phet (เพชรตัดเพชร) - Date de sortie : 29 septembre 2011 - Titres : 10                                                 | Grammy Gold |

### Albums - Reprise
Got Jakraphan commence une carrière dans la musique pop thaïlandaise par un album de reprises de chansons luk thung (plus précisément de Suraphon Sombatcharoen), sorti en 1990. Son entrée dans ce même genre se fera également par une série d'album de reprise de chansons luk thung, appelée Hua Kaew Hua Waen (thaï : หัวแก้วหัวแหวน), qui sortent en 1995-1996.
Il fait également un album de reprises de chansons de luk krung, sorti en 1998.
| Année | Titre | Label       |
| ----- | --- | ----------- |
| 1990  | Mae Mai Pleng Thai (แม่ไม้เพลงไทย) - Date de sortie : 30 novembre 1990 - Titres : 12                                                  | GMM Grammy  |
| 1995  | Hua Kaew Hua Waen 1-5 (หัวแก้วหัวแหวน 1-5) - Date de sortie : 23 novembre 1995 - Titres : 12 (vol. 1, 2, 4, 5), 11 (vol. 3)            | Grammy Gold |
| 1996  | Hua Kaew Hua Waen 6-7 (หัวแก้วหัวแหวน 6-7) - Date de sortie : 30 avril 1996 - Titres : 12                                              | Grammy Gold |
| 1996  | Hua Kaew Hua Waen 8-9 (หัวแก้วหัวแหวน 8-9) - Date de sortie : 29 octobre 1996 - Titres : 12                                            | Grammy Gold |
| 1997  | Got Dance 1-2 (ก๊อต แดนซ์ 1-2) - Date de sortie : 4 avril 1997 - Titres : 11                                                          | Grammy Gold |
| 1998  | Neung Nai Siam 1-3 (หนึ่งในสยาม 1-3) - Date de sortie : 21 mai 1998 - Titres : 12                                                     | Grammy Gold |
| 2000  | Mont Pleng Suraphol 1-5 (มนต์เพลงสุรพล 1-5) - Date de sortie : 9 mars 2000 - Titres : 10                                              | Grammy Gold |
| 2005  | Taen Kwarm Kid Teung 1-2 (แทนความคิดถึง 1-2) - Date de sortie : 23 août 2005 - Titres : 12                                            | Grammy Gold |
| 2014  | Taen Kwarm Phuk Phan 20 Pi Hua Kaew Hua Waen 9/1-2 (แทนความผูกพัน 20 ปี หัวแก้วหัวแหวน 9/1-2) - Date de sortie : 9 mai 2014 - Titres : 10 | Grammy Gold |

### Compilations
- 1995 : Ruam Hit Dao Duang Ni (รวมฮิต ดาวดวงนี้)
- 1998 : Champ Pleng Luk Thung - Pleng Ram Wong (แชมป์เพลงลูกทุ่ง - เพลงรำวง)
- 1998 : Champ Pleng Luk Thung - Pleng Ten (แชมป์เพลงลูกทุ่ง - เพลงเต้น)
- 1998 : Champ Pleng Luk Thung - Pleng Warn (แชมป์เพลงลูกทุ่ง - เพลงหวาน)
- 2000 : Grammy Superstar Project (แกรมมี่ ซุปเปอร์สตาร์ โปรเจกต์)
- 2001 : Got Hit Luk Thung Thailand (ก๊อต ฮิต ลูกทุ่งไทยแลนด์)
- 2002 : The Best Selected Immortal Pleng Warn (The Best Selected อมตะเพลงหวาน)
- 2002 : The Best Selected Immortal Pleng Rak (The Best Selected อมตะเพลงรัก)
- 2004 : Ruam Hit Jark Jai Tee Rak Ter (รวมฮิต จากใจที่รักเธอ)
- 2005 : Ram Leuk Kroo Suraphon (รำลึกครูสุรพล)
- 2007 : 12 Pi Grammy Gold (12 ปี แกรมมี่ โกลด์)
- 2010 : Got Cha Cha Cha (ก๊อต ชะ ชะ ช่า)
- 2010 : Ruam Hit Jark Jai Tee Rak Ter (รวมฮิต จากใจที่รักเธอ 2)
- 2010 : Pleng Rak...Salakjai (เพลงรัก...สลักใจ)
- 2011 : Immortal Pleng Warn Klang Krung: Tai Rom Maloolee...Chu La Tree Khun (อมตะเพลงหวานกลางกรุง ใต้ร่มมลุลี...จุฬาตรีคูณ)
- 2011 : Bot Pleng Haeng Rak (บทเพลงแห่งรัก)

## Concerts
| Année | Nom                                                                         | Dates                | Lieu                                                   |
| ----- | --------------------------------------------------------------------------- | -------------------- | ------------------------------------------------------ |
| 1998  | Got Amazing Luk Thung Thailand (ก๊อต อะเมซิ่ง ลูกทุ่งไทยแลนด์)                     | 23 mai 1998          | MCC HALL THE MAL Bangkok                               |
| 2009  | Got Show: Khon Sam Khan Kub Wan Pi Set (Got Show คนสำคัญกับวันพิเศษ)            | 23 - 25 octobre 2009 | Centre culturel de Thaïlande Bangkok                   |
| 2012  | Got Show Phet Tut Phet (Got Show เพชรตัดเพชร)                                | 10 - 11 mars 2012    | Thunder Dome (Muang Thong Thani) Pak Kret (Nonthaburi) |
| 2014  | Taen Kwarm Phuk Phan 20 Pi Hua Kaew Hua Waen (แทนความผูกพัน 20 ปี หัวแก้วหัวแหวน) | 2 - 3 août 2014      | Royal Paragon Hall (Siam Paragon) Bangkok              |

## Filmographie

### Séries télévisées
| Année     | Titre                                | Chaîne |
| --------- | ------------------------------------ | ------ |
| 1991-1992 | Kamlang Jai (กำลังใจ)                 | CH7    |
| 1991-1992 | Duai Nuea Na Boon (ด้วยเนื้อนาบุญ)       | CH7    |
| 1993      | Wan Tee Ror Koy (วันที่รอคอย)           | CH7    |
| 1994      | Sai Rak Sai Sawat (สายรักสายสวาท)     | CH3    |
| 1994      | Game Kietiyot (เกมเกียรติยศ)           | TV5    |
| 1995      | Dao Taem Din (ดาวแต้มดิน)              | CH7    |
| 1996      | Sao Chai Kon Mai (สาวใช้คนใหม่)        | MCOT   |
| 2001      | Hong Fah Kub Som Wang (หงส์ฟ้ากับสมหวัง) | CH7    |
| 2003      | Likay..Likay (ลิเก๊..ลิเก)              | CH7    |
| 2006      | Tur Keu Duang Jai (เธอคือดวงใจ)       | CH3    |
| 2015      | Mat Ded Sieng Thong (หมัดเด็ดเสียงทอง)  | MCOT   |

### Films
- 1993 : Phuean Chue Pakong (เพื่อนชื่อพาก๊อง)

### Émissions télévisées

#### En tant qu'animateur
- 2019 : Luk Thung Idol (ลูกทุ่งไอดอล), saison 2
- 2020 : Luk Thung Idol (ลูกทุ่งไอดอล), saison 3